# 筚篥 (日本)

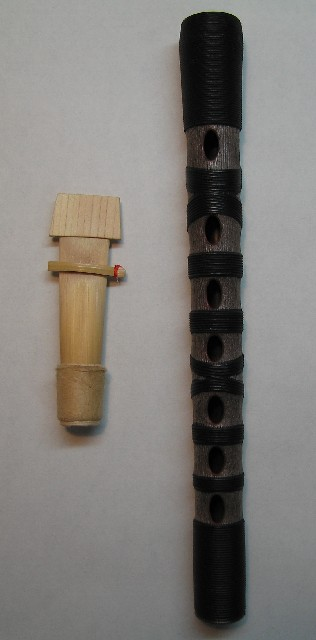

日本筚篥，也写做“觱篥”，是日本的一种双簧木管乐器，由中国筚篥发展而来。以竹或木做管，顶端有用芦苇或麦秸做的簧片，管身开洞，竖吹。筚篥是日本雅乐的传统乐器。